# История Амбазонии

## Ранние Британские владения и договорённости (1858—1887)
Ряд европейских торговцев свободно посещали залив Амбас в период 1844—1862 годов, когда англичане заключили торговые договоры с различными вождями залива Амбас. В 1858 году британский баптистский миссионер Альфред Сакер создал убежище для освобождённых рабов, которое позже было названо Викторией в честь королевы Виктории и пользовалось протекторатом Британии под наименованием «Британские владения залива Амбас».
В 1887 году англичане передали Викторию и прилегающую к ней территорию немцам, которые заняли небольшую зону в Дуале к востоку от залива Амбас.

## Немецкая колониальная эпоха (1887—1914)
Получив территории залива Амбас, Германская империя начала расширение своего протектората за счёт научных и военных экспедиций, а также войн с местными племенными образованиями, которые начались с четырёхлетней войны против короля Буэа. Завоевав земли Буэа в 1891 году, немцы начали процесс ассимиляции, в том числе за счёт переименования населённых пунктов, большая часть из которых сохранила свои наименования до наших времён. В 1902 году Буэа был объявлен столицей Германского Протектората Камерун, а в 1910-м году немецкие экспедиции продвинулись вглубь Камеруна, захватили племена от Муюки до Нкамбе и продолжили свою политику ассимиляции.

## Первая мировая война и статус Камеруна (1914—1919)
К началу первой мировой войны британские колониальные корпуса установили контроль над большей частью Германского Камеруна, получив к 1915 году земли вокруг залива Амбас, территорию от Тьо до Бимбии, Викторию и земли от Иденау до полуострова Бакасси. Также были совершены экспедиции и вглубь страны, а именно до земель Нкамбе, а затем и на север к территории озера Чад. В 1916 году Великобритания и Франция подписывают Симон-Милнскую декларацию о разграничении земель Камеруна. Побеждённая Германия согласно ряду положений Версальского договора от 1919 года отказывалась от контроля или претензий на свои колониальные владения, включая Камерун. 10 июля 1919 года Франция и Британия ратифицировали Симон-Милнскую декларацию о разграничении земель и обязались соблюдать положения 22-й статьи Лиги Нации об управлении подмандатных территорий. В 1922 году Южный Камерун стал подмандатной территории Лиги Наций.

## Франко-Британская колониальная эпоха (1919—1961)
Указом Британской колониальной администрации Британской Подмандатной Территории Камеруна от 1924 года (с поправками от 1929 года), произошло разделение территории Камеруна на северные (управляемые администрацией Нигерии и входящие в состав Нигерии как провинция Северной Нигерии), а также Южные Камеруны (управляемые администрацией Нигерии и входящие в состав Нигерии как провинция Восточной Нигерии). Когда система мандатов была преобразована в систему попечительства в 1946 году, механизм управления был пересмотрен указом от 2 августа 1946 года, предусматривающий управление Нигерийским и Камерунским протекторатом в соответствии с британским мандатом ООН. Между тем, точная граница территорий и мандатов была определена соглашением от 1930 года, между генерал-губернатором Нигерии и губернатором Французского Камеруна, ратифицированные правительствами обеих стран. В 1953 году, представители Южного Камеруна в Нигерийском законодательном органе (колониальном парламенте) потребовали от Великобритании автономного статуса для Южного Камеруна с правительственным мандатом в Буэа. В 1954 году была учреждена Палата Собрания Южного Камеруна и Исполнительный Совет Южного Камеруна. В рамках Нигерийской Федерации, Южный Камерун получил ограниченную автономию как квазирегион. Первое заседание ПСЮК был открыт 26 октября 1954 года. Д-р. Е. М. Л. Эндели стал председателем ПСЮК и, де-юре, лидером Южного Камеруна, являюсь главой аппарата правительства полуавтономного Южного Камеруна.
В 1958 году, Южный Камерун добился статус полноценной автономии и получили полноценное самоуправление, а Е. М.Л Эндели стал премьер-министром Южного Камеруна. В 1957 году, согласно резолюции № 1064 (XI) ООН от 26 февраля 1957 года и № 1027 (XII) от 13 декабря 1957 года, была постановлено, что Великобритания и другие колониальные администрации должны ускорить заключение договорённостей о расширения самоуправления или независимости колониальных территорий. В 1958 году, ПСЮК и Палата Вождей Южного Камеруна призвали Великобританию полностью отделить Южный Камерун от Нигерии и передать ей независимость. В 1959 году, оппозиционная партия «Камерунская Национал-Демократическая Партия» (КНДП) одержала победу в парламентских выборах и впервые за историю Африки, оппозиционное правительство мирно взяла власть в регионе. Джон Гу Фонча, лидер КНДП, стал вторым премьер-министром Южного Камеруна. После этого, резолюции ООН № 1350 (XIII) от 13 марта 1959 ода и № 1352 (XIV) от 16 октября 1959 года, призвали Великобританию организовать плебисцит в Южном Камеруне под наблюдением ООН с тремя вариантами судьбы территории: независимости; присоединение к Нигерии, как регион с широкой автономией; или присоединение к Камеруну, как равноправная федеративная республика в составе Федерации Камерун. В 1960 году, Вестминстерский парламент принял Конституцию Южного Камеруна (Орденарий Южного Камеруна). Конституция постановила, что Южный Камерун обладает парламентской системой правления с усилением власти для кабинета министров по образу системы Великобритании. Данная конституция была принята вместе с инициацией отделения Южного Камеруна от Нигерии. Таким образом, к 1961 году, Южный Камерун стал полноценной самоуправляемой территорией и подмандатной территорией ООН под руководством Великобритании.

## Плебисцит (1961)
ООН приняла решение окончить мандаты попечительства к концу 1960 года, что привело к безоговорочной независимости подопечных территорий ООН, но при этом, ввиду неопределённости статуса Южного Камеруна, он не получил независимость, ибо, по докладу британского дипломата — Филипсона от 1959 года, «… Южный Камерун вне состояния поддержания себя как независимого государства…». ООН инициировала переговоры с Французским Камеруном и Нигерией об условиях ассоциации Южного Камеруна, если результаты плебисцита будут в их пользу. Сам плебисцит был из рук вон плохо организован, но всё же состоялся в 1961 году, породив путаницу, недовольства и беспорядки: население Южного Камеруна было решительно против присоединения к Французскому Камерун ввиду того, что государство говорило на Французском языке, находилось в состоянии гражданской войны и имело не демократическую политическую культуру. Нигерия также не рассматривалась населением как приемлемый вариант. Народы Южного Камеруна были возмущены и оскорблены отказом в независимости. При этом, Великобритания и Франция всячески противодействовали националистическим движениям за независимость, из-за чего Южному Камеруну пришлось выбрать один из двух крайне неприятных вариантов без возможности выбора альтернативы. Без наличия лучшего варианта, Южный Камерун проголосовал за ассоциацию с Французским Камеруном как федерации двух государств, равных по статусу, а не за Нигерию, ибо там и вовсе автономия не предусматривалась.
21 апреля 1961 года, согласно резолюции ООН № 1608 (XV), была установлена дата окончания попечительства над Южным Камеруном — 1 октября 1961 года, за которое проголосовало 64 страны-участницы. При этом, Французский Камерун отказался признавать независимость юга даже после того, как Южный Камерун должен был войти в состав Французского Камеруна. ООН постановила о том, что Великобритания, ООН, Южный Камерун и Французский Камерун проведут конференцию по вопросам ассоциации стран.
В июле 1961 года, ООН и Великобритания отказались от участия в конференции по вопросам ассоциации, и делегации Южного Камеруна с Французским Камеруном провели заседание в Фумбане, городе Французского Камеруна. Однако, вместо обсуждения вопросов ассоциации, президент Французской Камерунской Республики (ФКР) Ахидихо, передал делегации Южного Камеруна копию французской конституции Камеруна от 1960 года (ограниченной демократически и с сильной властью президента), попросив внести предложения по её изменению, которые могут приняться во внимания при ассоциации. Делегация Южного Камеруна было глубоко разочаровано и покинула конференцию в надежде на то, что Французское правительство пересмотрит свою позицию и при ассоциации будет утверждена новая, демократическая, федеративная конституция, которая будет соответствовать идее о создании федеративного государства с двумя равными автономиями, однако этого не случилось. В августе 1961 года, делегация Южного Камеруна повторно встретилась с французскими камерунцами в Яунде для дальнейшего обсуждения конституции, где какого-либо соглашения не было достигнуто. Таким образом, хоть плебисцит условно и указывал на готовность ассоциации с ФКР, любые дискуссии по поводу изменения конституции или её переработки заходили в тупик, ровно как и обсуждения правовой основы федерации, из-за чего между двумя правительствами не были заключены соглашения или договорённости об ассоциации.

## Ассоциация Южного Камеруна и Французской Камерунской Республики (1961—1972)
1 сентября 1961 года, парламент Французского Камеруна проголосовал за новую конституцию, которая являлась версией конституции, предложенная на конференции в Фумбане, написанная президентом ФКР и его французскими советниками заранее. Конституция закрепляла Южный Камерун как Республику в составе Федерации, но с крайне ограниченным самоуправлением. Для легитимизации конституции и вступления её в силу, требовалось принятие этой конституции и в парламенте Южного Камеруна, но это не произошло, ввиду отсутствия договорённости между странами и ограниченного самоуправления Амбазонии (Южного Камеруна), что не походило на равноправную федерацию. Также Южный Камерун возмущал тот факт, что Французская Камерунская Республика воспринимала данный факт как возвращение своих земель и подарок Великобритании, а не объединение двух независимых и равнозначных государств. Также, вопреки резолюции № 1514 (XV) ООН от 14 декабря 1960 года о предоставлении независимости всем колониальным народам и странам, Великобритания передала подопечную территорию Южного Камеруна под суверенитет Французской Камерунской Республики сразу, без предоставления независимости правительства Амбазонии, что нарушало международное право и постановление ООН. 30 сентября, британская администрация покинула Амбазонию. 1 октября, воинские части ФКР пересекли границу Южного Камеруна, а полицейские подразделения Амбазонии были разоружены, что, де-факто являлось силовым захватом Южного Камеруна. Был назначен генерал-губернатор Южного Камеруна (Амбазонии), который являлся чиновником ФКР. Официально, тот являлся ревизором Федерального Правительства Южного Камеруна, а де-факто являлся правителем Амбазонии и имел власть выше премьер-министра или парламента. Ещё одним фактором негодования являлось то, что он был подотчётен только президенту ФКР. После полного подчинения Амбазонии и разоружения его отрядов полиции, большинство чиновников Южного Камеруна были заменены на французских граждан, в том числе, полицейские силы.
Французская Камерунская Республика была переименована в Восточный Камерун, Амбазония в Западный Камерун, а их ассоциативный союз был объявлен Федеративной Республикой Камерун. В 1965 году, Августин Н. Джуа стал премьер-министром Западного Камеруна, но был уволен президентом Ахиджо в обход парламента Западного Камеруна, а в 1968 году заменён лояльным С. Т. Муном. Фактически сразу после включения Амбазонии в состав ФРК, начался процесс ассимиляции населения Западного Камеруна в пользу франкоязычного населения, что проявлялось в введении обязательного изучения французского языка и ограничением пользования английского. Бывший премьер-министр Фонча, избранный в 1965 году вице-президента, выразил свой гнев насчёт ассимиляции и маргинализации населения Южного Камеруна в глазах общественности федеративной республики. Ахиджо уволил его с правительственных постов и передал его полномочия в пользу премьер-министра — С. Т. Муна в 1970 году, сконцентрировав власть в одних руках.
Весной 1972 года, президент Ахиджо объявил о проведении референдума о форме государства и преобразования страны в унитарную республику, что повлекло гнев Западного Камеруна и протесты против него, но под давлением президента Ахиджо и угрозой кровопролития, Западный Камерун одобрил проведение референдума. 20 мая 1972 года, референдум был проведён, где вариант Ахиджо о создании унитарной республики был принят подавляющим большинством голосов. При этом, процесс референдума нарушал 47-ю статью конституции, который запрещал изменение формы государства. Название государства было изменено с «Федеральной Республики Камерун» на «Объединённую Республику Камерун», началась ликвидация автономии, закончившаяся разделением Западного Камеруна на две провинции. Многими историками или политологами данное событие рассматривается как беззаконие и аннексия.

## Амбазонское движение за независимость (1982—2016)
6 ноября 1982 года Ахиджо подал в отставку и передал власть Полю Бийе, который продолжил программу по ассимиляции Западного Камеруна. В феврале 1984 года название государства, как было сказано выше, изменено на «Объединённую Республику Камерун» — наименование независимого Французского Камеруна до ассоциации с Южным Камеруном. По его словам, данный шаг был сделан, чтобы продемонстрировать зрелость государства и преодоление языковых, культурных барьеров. Также, с флага страны была убрана одна из двух звёзд, символизирующая Амбазонию, указывающий, по словам Полья, на то, что Южный Камерун никогда не существовал отдельно и является неотъемлемой частью страны.

С середины 80-х годов начинает увеличиваться разрыв между жителями Южного Камеруна и центральным правительством, в котором доминирует франкоязычное население. Политическая изоляция, экономическая эксплуатация, культурная ассимиляция и нарушения прав и свобод начинают всё более открыто критиковаться:
Во-первых, к сожалению, этому не суждено было случиться, так как мне стало ясно, что я стал ненужной помехой, которую нужно игнорировать и высмеивать. Теперь меня можно было использовать только как козла отпущения и не слушать. Большую часть времени меня вызывают на заседания по радио безо всяких любезных консультаций по повестке дня.
Во-вторых, все проекты бывшего Западного Камеруна, которые я либо инициировал, либо считал очень дорогими моему сердцу, должны были быть захвачены, неправильно управляемы и разрушены, например как банк Камеруна, Совет маркетинга западного Камеруна, ВАДА и ВУМ, а также кооперативное движение Западного Камеруна. В-третьих, в то время как я провёл всю свою жизнь, борясь за развитие глубоководного порта в Лимбе (Виктория), этот проект пришлось отложить, и вместо этого был построен дорогой трубопровод от сонары в Лимбе до Дуалы, чтобы транспортировать нефть в Дуалу. В-четвёртых, все дороги в Западном Камеруне, которые моё правительство либо построило, либо улучшило, либо поддерживало в исправном состоянии, были допущены к ухудшению, сделав Кумба-Мамфе, Мамфе-Баменда, Баменда-ВУМ-Нкамбе, Баменда-Мом непригодными для использования. Проекты были отложены даже после того, как наша нефть принесла достаточно денег для их строительства и строительства морского порта Лимбе. В-пятых весь прогресс в трудоустройстве, назначениях и т.д., направленный на содействие адекватному региональному представительству в правительстве и его службах, был пересмотрен или изменён в ущерб тем, кто стоял за правду и справедливость. Они идентифицируются как "Foncha-man" и откладываются в сторону. В-шестых, Южные камерунцы, которых я привёл в союз Французского и Южного Камеруна, были высмеяны и названы "les Biafrians"," les enemies dans la maison", "les traites" и т. д., а конституционные положения, защищавшие это южное камерунское меньшинство, были подавлены, их голоса заглушены, в то время как оружие заменило диалог, который Южные камерунцы очень ценят.

<…> (Джон Нгу Фонча, письмо об отставке в партии КНДП (1990))
В меморандуме от 20 марта 1985 года, англоязычный юрист и президент Камерунской Ассоциации Адвокатов (КАА), Фон Годжи Дника писал, что правительство откровенно неконституционно, а его действия грубо нарушают конституцию Камеруна, не говоря о международных положениях. По его словам, Южный Камерун должен стать независимым государством, ибо это положит конец нарушениям международного права, резолюций ООН и конституции стран. Динка был заключён под стражу в январе следующего года без судебного разбирательства и в процессе следствия о сепаратизме подвергался пыткам. Впервые же термин «Амбазония» был использован Фоном Годжи Динка (лидером правозащитной группы Амбазонии) в 1984 году, когда парламент и правительство Камеруна изменило название страны с «Объединённой Республики Камерун» на «Республика Камерун». По мнению некоторых деятелей Камеруна, среди которых Годжи Динка, Бернард Фонлон, Карлсон Аниандве и прочих, возвращение к первичному названию независимого Французского Камеруна, обозначает формальное расторжение ассоциации от 1961 года и фактическую аннексию. Именно в этом свете, начиная с 1984 года, Амбазония была объявлена представителем Южно-Камерунского меньшинства в деле возвращения государственности Южного Камеруна. Амбазония расценила это не как свершившийся факт образования единого унитарного Камерунского государства, а как возможность вовлечь оба Камеруна в конституционный пересмотр отношений ассоциации. Юридическая группа по руководством Годжи Динки считала, что в результате функционирования международного и Камерунского законодательства, де-юре существует два государства, из которых состояла преобразованная Камерунская Федеративная Республика, но после унитаризации де-юре, Южный Камерун стоит считать независимым, ввиду нарушения положений о ассоциации и резолюций ООН, что позволяет создать совершенно новый, равноправный союз, с новым виденьем отношений между Амбазонией и Камеруном. В документе, получивший название «Новый Социальный Порядок Камеруна», было описано предложение КАКНН (Камерун-Амбазонская Конфедерация Независимых Наций) о реорганизации государства, которое было отвергнуто Республикой Камерун. В ответ на выпуск документа, лидер СВА (Совет Восстановления Амбазонии), Фон Горджи Динка был арестован за государственную измену и юридическом обосновании независимости Южного Камеруна под наименованием «Республика Амбазония».
В 1992 году Фон Горджи Динка, от имени «Республики Амбазонии», подал иск против Республики Камерун и президента Полья Бийя по обвинению в незаконной и наказуемой оккупации территории Объединённой Республики Камерун с 1984 года под предлогом образовния Республики Камерун, несмотря на роспуск ОРК и юридической независимости Камеруна и Республики Амбазония. Иск был зарегистрирован под номером HCB28/92 в высшем суде Баменды. Высший суд даёт противоречивые сообщения, касающиеся вопросов исхода дела или объяснения юридической независимости.
В 1993 году прошла так называемая Первая Англоязычная Конференция (AK I), которая состоялась в Буэа и представляла собой собрание деятелей Южного Камеруна и неравнодушных жителей, которая требовала внесение поправок в конституцию и восстановление федеративного устройства. После её игнорирования, прошла вторая Англоязычная Конференция (AK II), которая подписала Бамендскую Декларацию, которая постановляла, что если не будут принять меры по федерализации в «разумное время», Южный Камерун объявит свою независимость. Так, в 1994 году Джон Н. Фонча и Саломон Т. Муна, бывшие премьер-министры Камеруна, прибыли в ООН и потребовали восстановление независимости Южного Камеруна. В ответ на это, правительство Республики Камерун начала серию репрессий против членом АК, что полностью застопорило действие конференций. После этого, Организация Народов Южного Камеруна провела референдум о независимости, где, по заявлением организаторов, проголосовало около 315.000 человек, а 99 % высказалось за независимость Амбазонии. После начала протестного движения, Камерун начал подавление протестных настроений силой. Так, в 1997 году в Баменте было арестовано 300 человек, связанных с действием Национального Совета или Англоязычными Конференциями. Во время проведения следствия, Amnesty International выявила случаи применения пыток. В ответ на это, деятели Национального Совета 1 октября 1999 года захватили здание радиостанции Radio Buea, пытаясь провозгласить независимость, но не смогли сделать это ввиду вмешательства правоохранительных органов. В 2001 году, Национальный Совет Южного Камеруна был официально объявлен вне закона.
В 2005 году Амбазония стала членом UNPO, но окончательное вступление произошло только в 2018 году. В этом же году, решение Трибунала ООН по правам человека ICCPR, приняло решение о заявлении 1134/2002, которое вынесло решение о компенсации Фон Годжи Динка за нарушение прав человека и нарушения в осуществлении его гражданских и политических прав.
31 августа 2006 года Республика Амбазония де-юре объявила свою независимость, но её организаторы были арестованы.

## Независимость Амбазонии (2016 — настоящее время)

### Становление независимости
6 октября 2016 года началась серия забастовок и митингов, инициированная профсоюзом юристов и учителей англоязычных регионов, против назначения франкоязычных судей в англоязычных регионах. Для подавления забастовки правительство Республики Камерун задействовало военных и спецслужбы. В ответ на это в конце 2016 года к забастовке присоединились тысячи учителей, а все школы Восточного Камеруна были закрыты. В январе 2017 года, ввиду утери контроля над ситуацией, президент Камеруна призвал бастующих сесть за стол переговоров, однако те отказались, поставив ультиматум об освобождении всех арестованных, представили проект Федерации и заявили, что готовы объявить независимость, если требования не будут выполнены. Протесты были объявлены угрозой национальной безопасности, а в Южном Камеруне был отключён интернет или любые другие средства связи. Отказ от сотрудничества правительства Камеруна привело к радикализации движения и появлению первых военизированных структур. В сентябре 2017 года Управляющий Совет Амбазонии объявил формирование Сил Самообороны Амбазонии (ССА), а 9 сентября 2017 года ССА провели первую операцию, атаковав военную базу в департаменте Манью. 1 октября 2017 года Объединённый Фронт Южно-Камерунского Консорциума Амбазонии (ОФЮККА), объединяющий большинство повстанческих (и других) движений за независимость Амбазонии, объявил о независимости Южного Камеруна как Федеративной Республики Амбазонии. Вскоре первый президент ФРА, Сису Джулиус Аюк Табе, сформировал Временное Правительство Амбазонии. В ответ на это правительство Камеруна начало расправу над протестующими и симпатизирующим им населением. Так, по самым скромным оценкам, за время протестов после объявления независимости погибло как минимум 17 жителей Амбазонии, а также 14 военнослужащих Камеруна.
30 ноября 2017 года (по другим данным 4 декабря 2017 года) президент Камеруна объявил войну Федеративной Республике Амбазония. Первое столкновение произошло на территории департамента Манью, а оттуда конфликт быстро распространился на весь Южный Камерун. Военные силы Камеруна в Амбазонии заняли границу с Нигерией, чем, по словам официальных лиц Камеруна, пресекалось проникновение экстремистов, сепаратистов и оружия в Амбазонию. К ССА присоединились и другие группировки, такие как: Красные Драконы, Африканские Тигры, АРА, Седьмая Ката, АБЛ, Военный Совет Амбазонии (армия правительства Амбазонии) и другие. На момент 4 декабря 2017 года ССА провели 13 военных операций или боестолкновений с правительственными силами и действовали в пяти из тринадцати департаментах Амбазонии. В конце 2017 года ССА потребовали закрыть все школы в Амбазонии и совершали нападение на те школы, которые отказывались закрываться, из-за чего к концу года было сожжено 42 школы, а закрылось более шести тысяч школ (к июлю 2019).
3 марта 2018 года произошло самое кровавое на момент января 2022 года боестолкновение между сепаратистами и камерунскими силами — битва при Батибо.
31 декабря 2018 года был выпущен исполнительный приказ о формировании Полиции (точнее сказать, её тактического военизированного отделения), а также жёсткого разрешения проблемы с похищениями мирных жителей, что к середине 2018 года стало серьёзной проблемой на территории Южного Камеруна.

### Политический кризис
5 января 2018 года члены Временного правительства Амбазонии, включая президента Сису Джулиуса Аюка Табе, были арестованы в Нигерии и депортированы в Камерун. Проведя 10 месяцев в штаб-квартире жандармерии Камеруна, они были переведены в тюрьму строгого режима в Яунде. 4 февраля 2018 года было объявлено, что временно исполняющим обязанности президента Табе станет д-р Самуэль Икоме Сако. 31 декабря 2018 года Икоме Сако заявил, что в 2019 году произойдёт переход от оборонительной к наступательной войне, и что сторонники Амбазонии будут стремиться к достижению фактической независимости на местах.
2 мая 2019 года Сису Джулиус Аюк Табе объявил о роспуске временного кабинета Самуэля Икоме Сако и восстановлении собственного кабинета. Это вызвало раскол в правительстве, который привёл к кризису руководства Амбазонии в 2019 году.

### Активное противостояние
31 марта 2019 года под покровительством Временного Правительства был сформирован Южно-Камерунский освободительный комитет на созыве Всенародная конференции Южного Камеруна в США, Вашингтоне, округе Колумбия. ЮКОК — организация, объединяющая большинство движений за федерализацию или независимость Южного Камеруна.
13 мая 2019 года Совет Безопасности ООН провёл неофициальное заседание для обсуждения англоязычного кризиса.
31 марта 2019 года под покровительством Временного Правительства был сформирован Южно-Камерунский освободительный комитет — организация, объединяющая большинство движений за федерализацию или независимость Южного Камеруна.
В середине июня 2019 года ССА заняли стратегическую высоту и получили под контроль трассу Кумба-Буэа, а правительство Амбазонии сообщило о создании производства вооружения. В сентябре правительственные силы попытались деблокировать трассу широким наступлением, что привело к тому, что война начала принимать позиционный характер, а также был сформирован единый фронт боевых действий. 26 августа 2019 года десять руководителей амбазонийцев, в том числе Сису Джулиус Аюк Табе, подали апелляцию на окончание срока наказания после того, как они были осуждены военным судом. Они были приговорены к пожизненному заключению по обвинению в терроризме и сепаратизме, а также штрафу в 350 миллионов долларов. Многие амбазонийцы были недовольны процессом, а некоторые сочли его «фиктивным».
5 июня 2019 года был проведён объединительный съезд в Бюрссели.
27 июня 2019 года были проведены Амбазонско-Камерунские переговоры при посредничестве Швейцарии.
22 сентября 2019 года сформирована Коалиционная группа Амбазонии — круглый стол представителей большинства движений в Амбазонии и представителей Камеруна.
1 декабря 2019 года силы Амбазонии обстреляли самолёт авиакомпании Camair-Co в аэропорту Баменда, обвинив компанию в содействии Камеруну и перевозке их военных в зону боевых действий.
С 7 по 12 февраля 2020 года в Амбазонии были заблокированы парламентские выборы, а ряд военизированных структур, пытаясь сорвать их, организовывали похищение политиков Камеруна, похитив за две недели более 120 политиков и депутатов, из-за чего вооружённые силы были расквартированы по всему Камеруну для обеспечения безопасности выборов. В ответ на это, 7 марта 2020 года правительственные силы провели наступление в департаменте Нго-Кетунджиа, где, по словам правительства, было уничтожено более десяти лагерей и военных баз Амбазонии.
26 марте 2020 года, когда был обнаружен первый заболевший коронавирусом в Камеруне, ряд группировок, в том числе правительство Амбазонии, предложили перемирие и объявили прекращение огня для сдерживания пандемии, однако боевые действия продолжаются.
24 мая 2020 года камерунские силы развернули военную базу в Нгарбухе, где до этого в феврале ими была организована Нгарбухинская резня, в результате которой погибло 22 человека.
В конце июня 2020 года правительственные силы Камеруна заняли столицу Амбазонии — Буэа и начали арест всех жителей боеспособного возраста (от 16 до 50 лет), вытеснив силы Амбазонии из крупных поселений, но ввиду недовольства народа, партизанских действий, откровенной ненависти населения к Камеруну и международных призывов о прекращении огня, 2 июля 2020 года начались переговоры о временном перемирии с арестованным правительством, однако действующие члены правительства Амбазонии отказались признавать подобные переговоры легитимными, заявляя, что арестованный Сису Аюк Табе подкуплен Камерунскими властями.
24 октября 2020 года на территории города Кумба неизвестными лицами был совершён теракт на Международную Двуязычную Академию им. матери Франциска, в результате которого пострадало 12 человек и ещё 8 погибло. Все жертвы теракта являются детьми в возрасте от 12 до 14 лет. В этот же день генеральный секретарь ООН Антониу Гутерриш потребовал от властей Камеруна и Амбазонии провести расследование и наказать виновных в случившемся. ООН призвала обе стороны конфликта к немедленному и полному прекращению огня, а также приступить к переговорам и обсудить статус независимой Амбазонии. Через день глава ЮНИСЕФ Генриетты Фор также призвала не допускать насилия в отношении мирных жителей, и в частности детей. По словам Г. Фор, школы должны быть безопасными, а не ловушками для детей. Координатором ООН по гуманитарным вопросам Камеруна было признано, что данная ситуация является худшим злодеянием с момента восстановления работы школ. ВОЗ ООН и ВБГ предоставили медикаменты и медицинскую помощь пострадавшим.